# Letovice
Letovice är en stad i Tjeckien.   Den ligger i distriktet Okres Blansko och regionen Södra Mähren, i den östra delen av landet, 170 km öster om huvudstaden Prag. Letovice ligger 330 meter över havet och antalet invånare är 6 799.
Terrängen runt Letovice är kuperad västerut, men österut är den platt. Letovice ligger nere i en dal. Runt Letovice är det ganska tätbefolkat, med 144 invånare per kvadratkilometer. Närmaste större samhälle är Boskovice, 9,1 km sydost om Letovice. Omgivningarna runt Letovice är en mosaik av jordbruksmark och naturlig växtlighet.